# Wilhelm Abeln
Wilhelm Abeln (* 2. Juni 1894 in Markhausen; † 17. Mai 1969 ebenda) war ein deutscher Landwirt und Politiker.
Als Abgeordneter der CDU gehörte er von der ersten Sitzung am 30. Januar 1946 bis zur letzten am 6. November 1946 dem Ernannten Landtag von Oldenburg an.